# ميوري شيمابوكورو
ميوري شيمابوكورو (島袋美由利 شيمابوكورو ميوري) هي مؤدية أصوات يابانية ولدت في 6 ديسمبر في محافظة أوكيناوا.

## أدوارها في الأنمي

### مسلسلات أنمي تلفزيونية
- كارول آند تيوزداي - كارول
- فروتس باسكت (2019) - يوكي سوما (أيام الطفولة)
- غرانبيلم - مانغيتسو كوهيناتا
- هانيبادو! - ناغيسا أراغاكي
- هاروكانا ريسيف - نارومي توي
- تسوروني - يونا هانازاوا
- حفيد الحكيم - أوغست فون إيرلزهايد (أيام الطفولة)
- فيلق كوتوبوكي الجوي في البرية - آدي
- أكسيليريتر معين خاص بالعلم - مينوري كيديرا
- قاتل الغوبلن - البطلة
- سايونارا واتاشي نو كوراما - نوزومي أوندا

### أفلام أنمي
- سايونارا فوتبول - نوزومي أوندا

## وصلات خارجية
- ميوري شيمابوكورو على موقع IMDb (الإنجليزية)
- ميوري شيمابوكورو على موقع روتن توميتوز (الإنجليزية)
- ميوري شيمابوكورو على موقع ألو سيني (الفرنسية)
- ميوري شيمابوكورو على موقع ميوزك برينز (الإنجليزية)
- ميوري شيمابوكورو على موقع ديسكوغز (الإنجليزية)
- ميوري شيمابوكورو على موقع قاعدة بيانات الفيلم (الإنجليزية)
- ميوري شيمابوكورو على موقع كينوبويسك (الروسية)
- ميوري شيمابوكورو على موقع ANN person (الإنجليزية)